# Silesaurus opolensis

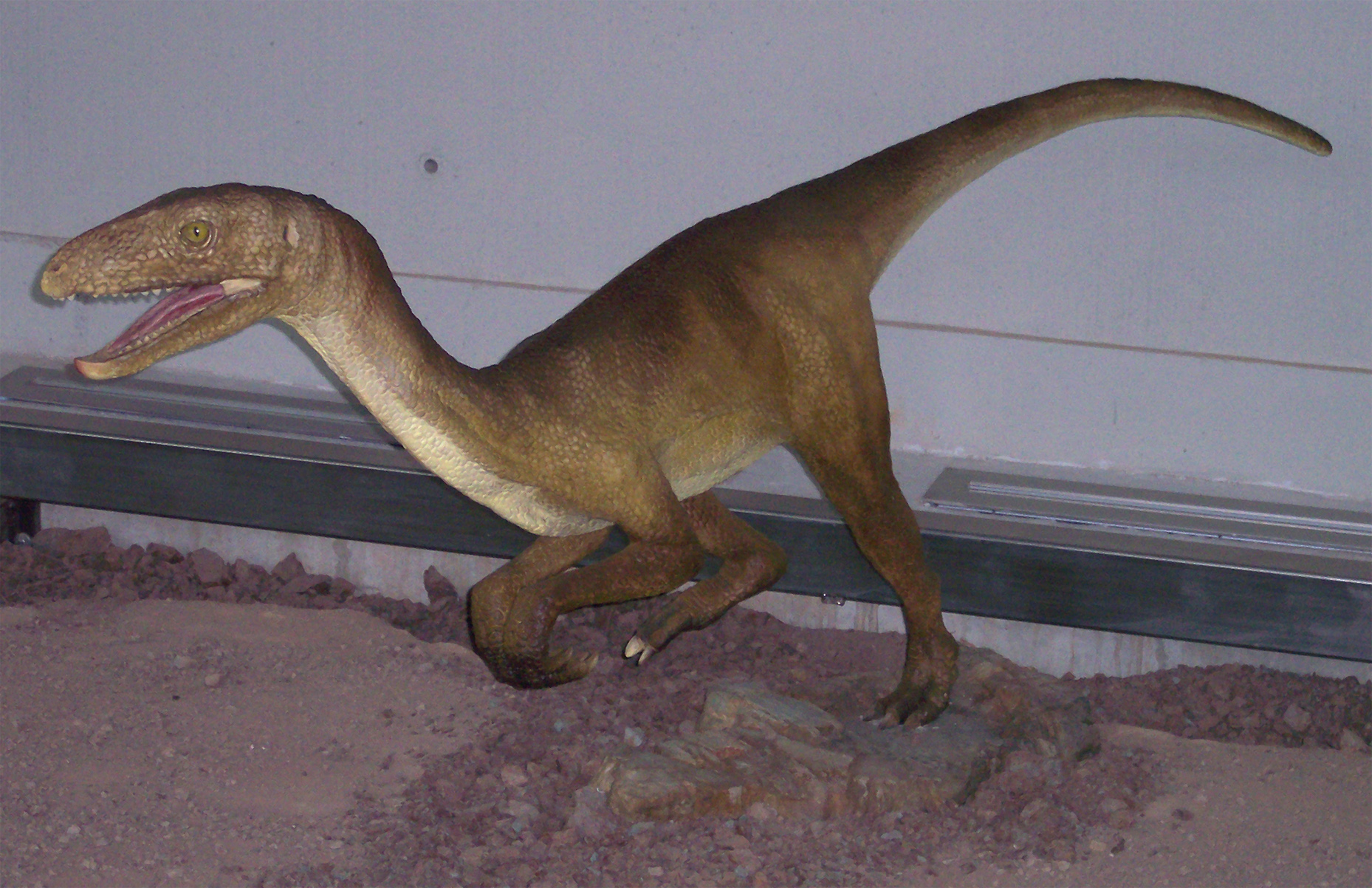
Ricostruzione museale

Il silesauro (Silesaurus opolensis) è un rettile estinto, appartenente agli arcosauri. Visse nel Triassico superiore (Carnico, circa 220 milioni di anni fa) e i suoi resti sono stati ritrovati in Polonia. È considerato uno stretto parente dei dinosauri.

## Descrizione
Il corpo di questo animale, lungo circa 2,5 metri, era snello e leggero. Le zampe erano allungate, in particolare quelle posteriori, il che fa pensare che l'animale potesse essere semi-bipede. Il cranio era piuttosto piccolo e munito di denti piccoli e conici, dal margine seghettato. La punta della mandibola era sprovvista di denti, e alcuni paleontologi ritengono che potesse essere presente un becco corneo. Il collo, così come la coda, era allungato.

## Classificazione
Molti scienziati ritengono che questo animale fosse troppo primitivo per poter essere incluso nei dinosauri: molte caratteristiche tipiche del gruppo sono assenti in questo animale, come le epifisi vertebrali e la cresta deltopettorale. Sono presenti però altre caratteristiche dinosauriane, riguardanti in particolare le ossa delle zampe posteriori e la regione del bacino. In ogni caso, il silesauro è stato ascritto al gruppo dei dinosauromorfi, comprendente anche altri arcosauri di piccola taglia, come Dromomeron, Lagerpeton e Marasuchus. Altri scienziati hanno ipotizzato che questo animale fosse un primitivo rappresentante dei dinosauri ornitischi, o addirittura un anello di congiunzione tra i dinosauri sauropodomorfi e gli ornitischi.

## Stile di vita
Conosciuto per una ventina di scheletri fossili ben conservati, questo animale è uno dei dinosauriformi meglio rappresentati. Le caratteristiche dello scheletro lo denotano come un animale leggero e veloce, ben adatto alla corsa grazie alla quale poteva sfuggire ai predatori, come il rauisuco Teratosaurus. Probabilmente le lunghe zampe posteriori garantivano al silesauro di poter esercitare la locomozione bipede in caso di necessità. La dentatura del silesauro è tipica di un animale erbivoro, e la parte anteriore del muso, priva di denti, potrebbe essere stata ricoperta da un becco corneo tagliente per strappare la vegetazione.